# Rocco Papaleo
Rocco Papaleo (n. 16 august 1958, Lauria, Basilicata, Italia) este un actor italian.